# Aaron Krosnick
Aaron Krosnick  (* 28. Juni 1937) ist ein US-amerikanischer Geiger und Musikpädagoge.
Der Bruder des Cellisten Joel Krosnick hatte den ersten Violinunterricht bei Howard Boatwright. An der Juilliard School studierte er zwei  Jahre bei Louis Persinger außerdem bei Joseph und Lillian Fuchs, Hans Letz, Robert Mann, Artur Balsam und Louis Poulet. Weiterhin besuchte er einen Sommerkurs bei Ivan Galamian in Meadowmount und war ein Jahr lang Schüler von Arthur Grumiaux in Brüssel. Er war zehn Jahre Konzertmeister der Jacksonville Symphony und bis zu seiner Emeritierung Professor für Musik an der Jacksonville University. Zu seinen Schülern zählen u. a. Abigail Nixon, Henry Flory, Timothy Kidder, Allison Edwards Marshall, Vicky Ozment, Edward Latimer, Ashlee Davis und Jennifer Lane. Als Kammermusiker gibt er Konzerte mit seiner Frau, der Pianistin Mary Lou Wesley Krosnick.